# Nouvelles chaussures le jour du budget

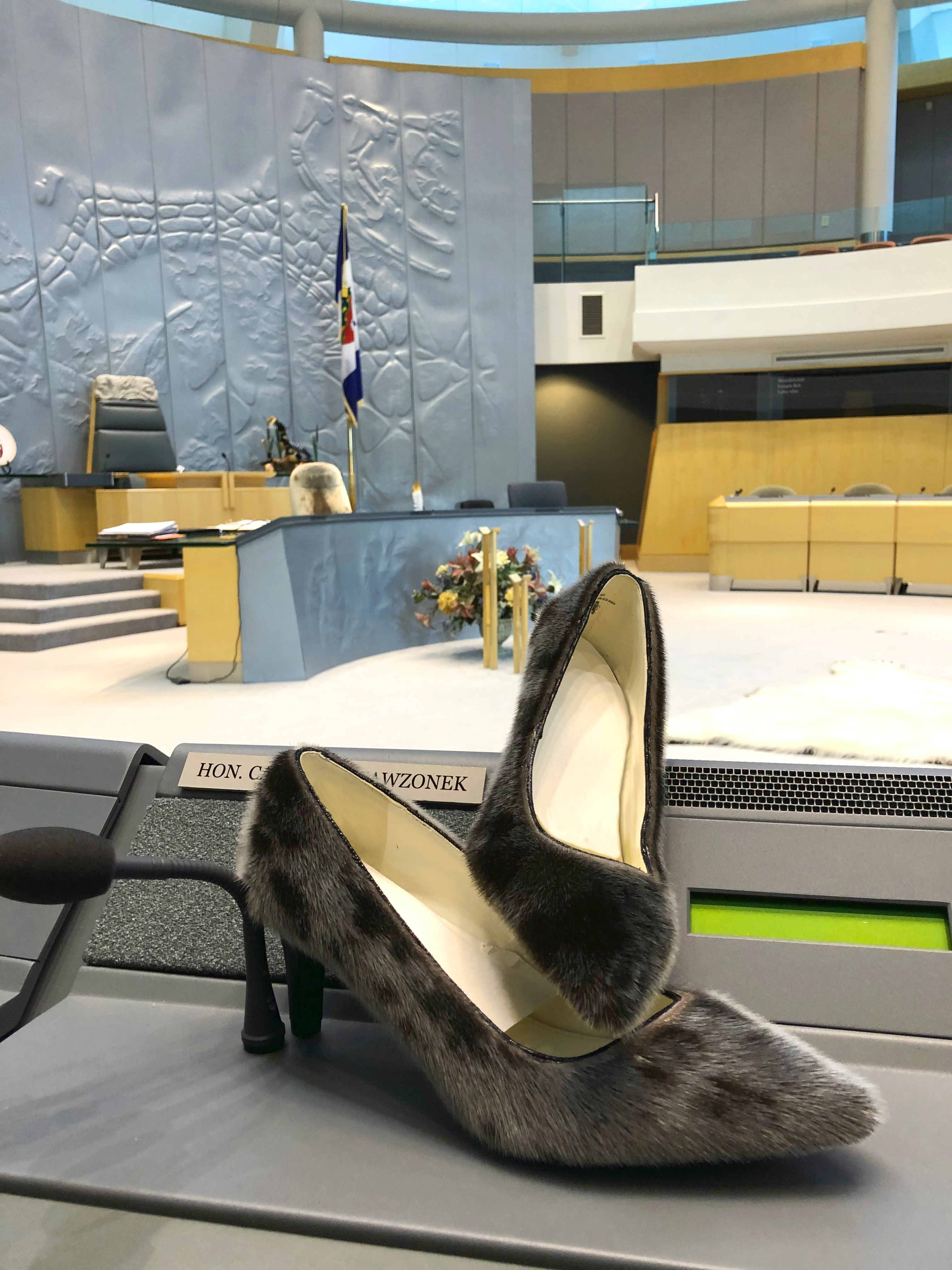
Chaussures choisies par la ministre des Finances des Territoires du Nord-Ouest en 2020.

Le port de nouvelles chaussures le jour du budget est une tradition en politique canadienne. Elle veut que le ministre des Finances choisisse une paire de chaussures pour le dévoilement du budget de l'État. 

## Fonction
Le choix du type de paire de chaussures (sa nouveauté, son prix, son style, sa fonction, etc.) est interprété comme un indicateur du contenu du budget qui sera déposé. La présentation des chaussures aux médias est un événement analysé et commenté avec légèreté.

## Histoire
La majorité des traditions parlementaires canadiennes sont issues de la politique britannique. Toutefois, celle-ci semble propre au Canada. On ne la retrouve nulle part ailleurs au monde. Par exemple, au Royaume-Uni, la tradition veut plutôt que le chancelier de l'Échiquier apporte le discours du budget dans une boîte rouge, tradition inexistante au Canada.
L'origine de la tradition est inconnue. Des articles de journaux sur le discours du budget du 5 avril 1955 mentionnent que le ministre des Finances Walter Edward Harris a fait « fi du port de chaussures toutes neuves au profit de chaussures "presque neuves" ». Lors du discours du budget du 31 mars 1960, les journaux racontent que son successeur Donald Fleming porte des chaussures neuves.

## Exemples
La tradition est observée autant au niveau fédéral, provincial que territorial. Historiquement, ce sont des chaussures neuves classiques (noires, en cuir) qui sont achetées. Avec la médiatisation de la tradition, les ministres font parfois preuve d'imagination :

### Canada
- 1979 : John Crosbie porte des mukluks usagés[3].
- 1994 : Paul Martin reçoit des bottes de travail pour symboliser « les grands chantiers et la lutte au déficit »[3].
- 2010 et 2011 : Jim Flaherty achète des chaussures ECCO. Il les fait ressemeler l'année suivante[3].

### Québec
- 2003 : Yves Séguin n'en achète pas, signe d'austérité économique[4].
- 2010 : Raymond Bachand se rend chez un cordonnier pour faire réparer ses chaussures plutôt que d'en acheter de nouvelles[5].
- 2015 : Carlos J. Leitão porte des chaussures usagées et achète des lacets rouges, au cas où le Québec tomberait en déficit budgétaire[6].
- 2017 : Carlos J. Leitão achète une paire de chaussures neuves, signe que les « temps durs » sont terminés[7].
- 2021 et 2022 : Éric Girard achète des chaussures de course « performantes », « pour courir vite »[8].